# George Yancy
George Dewey Yancy (* 3. Juni 1961) ist ein amerikanischer Philosoph und Inhaber der Candler-Dobbs-Professur für Philosophie an der Emory University.

## Tätigkeit und Werdegang
Yancy erwarb 1985 seinen B.A. in Philosophie an der University of Pittsburgh cum laude, 1987 einen M.A. in Philosophie an der Yale University, 2004 einen M.A. in Africana Studies an der New York University (NYU) und er promovierte 2005 in Philosophie bei Fred Evans an der Duquesne University mit Auszeichnung. Im selben Jahr begann er seine Lehrtätigkeit an der Duquesne University, wo er 2013 zum ordentlichen Professor berufen wurde. 2015 wechselte er als Dozent für Philosophie an die Emory University.
Während seines Studiums an der Universität von Pittsburgh schrieb Yancy seine Abschlussarbeit über Bertrand Russells Theorie der Sinnesdaten. Diese Examensarbeit wurde von dem bekannten amerikanischen Philosophen und Erkenntnistheoretiker Wilfrid Sellars betreut. Ebenfalls in Pittsburgh studierte er die Philosophie von Kant bei Nicholas Rescher. Er beschäftigte sich sowohl mit Adolf Grünbaum als auch der Religionstheorie Sigmund Freuds und studierte die Philosophie Martin Heideggers bei John Haugeland.
Yancy ist ein angesehener „Montgomery Fellow“ am Dartmouth College, eine der höchsten Auszeichnungen des Colleges. In den Jahren 2019–2020 war er „Inaugural Provost’s Distinguished Visiting Faculty Fellow“ an der University of Pennsylvania. Er ist der Herausgeber der Buchreihe Philosophy of Race. Er ist bekannt für seine Arbeit in den Bereichen Kritische Weißseinsforschung, Critical Philosophy of Race, kritische Phänomenologie (insbesondere rassische Verkörperung) und afroamerikanische Philosophie und hat mehr als 20 Bücher geschrieben, herausgegeben oder als Mitherausgeber gewirkt. In seiner Eigenschaft als akademischer Gelehrter und öffentlicher Intellektueller hat er insgesamt über 200 wissenschaftliche Artikel und Interviews veröffentlicht, die in Fachzeitschriften, Büchern und auf verschiedenen Nachrichtenseiten erschienen sind.

## Werke (Auswahl)
- Until Our Lungs Give Out: Conversations on Race, Justice, and the Future, Rowman & Littlefield 2023, ISBN 978-1-5381-7642-9
- Black Men from Behind the Veil: Ontological Interrogations, Lexington Books 2022, ISBN 978-1-6669-0647-9
- Across Black Spaces: Essays and Interviews from an American Philosopher, Rowman & Littlefield 2020, ISBN 978-1-5381-3161-9
- Buddhism and Whiteness: Critical Reflections, Lexington Books 2019, ISBN 978-1-4985-8104-2
- Educating for Critical Consciousness, Routledge 2019, ISBN 978-1-138-36335-9
- Backlash: What Happens When We Talk Honestly about Racism in America, Rowman & Littlefield 2018, ISBN 978-1-5381-0405-7
- On Race: 34 Conversations in a Time of Crisis, Oxford University Press 2017, ISBN 978-0-19-049855-9
- Black Bodies, White Gazes: The Continuing Significance of Race in America, Rowman & Littlefield 2017, ISBN 978-1-4422-5834-1
- Our Black Sons Matter: Mothers Talk about Fears, Sorrows, and Hopes (mit Maria del Guadalupe Davidson u. a.), Rowman & Littlefield 2016, ISBN 978-1-4422-6911-8
- White Self-Criticality beyond Anti-racism: How Does It Feel to Be a White Problem? (mit Rebecca Aanerud u. a.), Lexington Books 2015, ISBN 978-0-7391-8949-8
- Exploring Race in Predominantly White Classrooms: Scholars of Color Reflect (mit Maria del Guadalupe Davidson), Routledge 2014, ISBN 978-0-415-83668-5
- Pursuing Trayvon Martin: Historical Contexts and Contemporary Manifestations of Racial Dynamics, Lexington Books 2013, ISBN 978-0-7391-7882-9
- Look, a White!: Philosophical Essays on Whiteness, Temple University Press 2012, ISBN 978-1-4399-0853-2
- Christology and Whiteness: What Would Jesus Do?, Routledge 2012, ISBN 978-0-415-69998-3
- Philosophy in Multiple Voices, Rowman & Littlefield 2007, ISBN 978-0-7425-4955-5